# Sentenced
Sentenced a fost o formație finlandeză de heavy metal care în anii săi de debut cânta death metal melodic. Trupa s-a format în 1989, în orașul Muhos, Finlanda, și s-a desființat în 2005.

## Membrii trupei

### Componența finală
- Ville Laihiala – voce (1996–2005)
- Miika Tenkula (decedat în 2009) – chitară (1989–2005), voce (1989–1992), chitară bas (1996)
- Sami Lopakka – chitară ritmică (1989–2005), clape (1993)
- Sami Kukkohovi – chitară bas (1997–2005)
- Vesa Ranta – baterie (1989–2005)

### Membri anteriori
- Lari Kylmänen – chitară bas (1989–1991)
- Taneli Jarva – chitară bas (1991–1995), voce (1992–1995)

### Membri de turnee
- Niko Karppinen – chitară bas (1995–1996)
- Tarmo Kanerva – baterie (1999)

## Discografie

### Albumuri de studio
- Shadows of the Past (1991)
- North from Here (1993)
- Amok (1995)
- Down (1996)
- Frozen (1998)
- Crimson (2000)
- The Cold White Light (2002)
- The Funeral Album (2005)

### EP-uri
- The Trooper (1993)
- Love & Death (1995)

### Album live
- Buried Alive (2 discuri, 2006)

### DVD
- Buried Alive (2 discuri, 2006)

### Single-uri
- "Killing Me Killing You" (1999)
- "No One There" (2002)
- "Routasydän" (2003)
- "Ever-Frost" (2005)
- "The Glow of 1000 Suns/Amok Run" (2008)

### Compilații
- Story: A Recollection (1997)
- The Coffin (2009)
- Manifesto Of Sentenced (2009)

### Demo-uri
- When Death Joins Us... (1990)
- Rotting Ways to Misery (1991)
- Journey to Pohjola (1992)
- Amok Runs (1994)

### Albume divizate
- Cronology of Death (1991)
- promo split MCD (2005)

### Reemiteri
- Crimson (2007)
- Down (2007)
- Frozen (2007)
- North From Here (2008)
- Shadows Of The Past (2008)

## Videografie
- "Nepenthe" (1994)
- "Noose" (1997), regizat de Sökö Kaukoranta
- "The Suicider" (1998)
- "Killing Me Killing You" (1999), regizat de Pasi Pauni
- "No One There" (2002), regizat de Pete Veijalainen
- "Ever-Frost" (2005), regizat de Mika Ronkainen
- "Despair-Ridden Hearts" (2006), regizat de Mika Ronkainen